# 無刺光蝦蛄
無刺光蝦蛄（学名：Levisquilla inermis）为蝦蛄科光蝦蛄屬下的一个种。